# Salix floridana
Salix floridana (Florida Willow) là một loài liễu thuộc họ Salicaceae. Đây là loài bản địa của đông nam Hoa Kỳ phía bắc Florida và tây nam Georgia.
Đây là một cây bụi rụng lá hoặc cây cỡ nhỏ cao tới 6 m. Lá mọc so le, dài 5–15 cm và rộng 2–5 cm, răng cưa rất nhỏ; mặt trên lá màu xanh, mặt dưới màu nhạt hơn với lông ngắn có sắc trắng. Hoa mọc ở chùm hoa đuôi sóc lúc đầu xuân trước đợt lá mới; hoa khác gốc, với hoa đuôi sóc đực và cái trên các cây khác nhau. Hoa đực dài 4–5,5 cm; hoa cái dài 5–7,5 cm.